# Pentaschistis natalensis
Pentaschistis natalensis är en gräsart som beskrevs av Otto Stapf. Pentaschistis natalensis ingår i släktet Pentaschistis och familjen gräs. Inga underarter finns listade i Catalogue of Life.